# Roc Geler
El Roc Geler, també anomenat Roca Gelera (o Roc Jalère en francès), és un cim granític (1.104 m) de la serralada que separa el municipi d'Eus (al Conflent, prop de l'embassament de Vinçà) del municipi de Campossí (a la Fenolleda), a l'est del roc del Rosselló. Està situat a prop del pic de l'Estanyol, per un costat, i el pic de Bau, per l'altre. S'hi pot arribar molt a prop en vehicle, per una carretera rural asfaltada que va des del municipi del Catllar (prop d'Eus) fins al de Campossí i el de Sornià; tot i que s'hi accedeix igualment per diverses rutes de senderisme. Cal una lleugera grimpada per accedir al punt més alt.